# Giải vô địch bóng đá bãi biển thế giới 1999
Giải vô địch bóng đá bãi biển thế giới 1999 là giải đấu lần thứ năm của Giải vô địch bóng đá bãi biển thế giới, giải đấu bóng đá bãi biển quốc tế danh giá nhất dành cho các đội tuyển quốc gia nam cho đến năm 2005, khi giải sau đó được thay thế bằng phiên bản giải đấu của FIFA. Được tổ chức bởi công ty thể thao Koch Tavares của Brasil (một trong những đối tác sáng lập của Liên đoàn bóng đá bãi biển thế giới).
Giải đấu tiếp tục diễn ra tại Bãi biển Copacabana ở Rio de Janeiro, Brasil. 
12 đội (là con số cao kỷ lục vào thời điểm đó) đã tham gia lần đầu tiên, mở rộng trong năm thứ hai liên tiếp, từ mười đội trong Giải vô địch bóng đá bãi biển thế giới 1998. Giải vô địch thế giới này cũng chứng kiến một quốc gia châu Phi tham gia lần đầu tiên (và là lần duy nhất trước Giải vô địch bóng đá bãi biển thế giới 2005 của FIFA) khiến giải đấu này trở thành giải vô địch thế giới duy nhất trước kỷ nguyên FIFA có nhiều đại diện mang tính châu lục nhất, với tất cả các quốc gia ngoại trừ châu Đại Dương đều có ít nhất một quốc gia tham dự thi đấu tại Rio.
Brasil đã giành chức vô địch lần thứ 5 liên tiếp sau khi đánh bại Bồ Đào Nha với tỷ số 5–2 trong lần đầu tiên một đội tuyển thuộc Bán đảo Iberia góp mặt ở trận chung kết.

## Tổ chức
Số lượng đội tham gia năm nay đã tăng lên thành 12, nghĩa là có sự thay đổi về mặt tổ chức so với những năm trước.
12 quốc gia được chia thành bốn bảng, mỗi bảng ba đội, thi đấu với nhau theo thể thức vòng tròn. Hai đội đứng đầu sau đó sẽ giành quyền vào tứ kết. Với sự gia tăng số đội tham dự trong mùa giải này, vòng tứ kết đã được đưa vào Giải vô địch thế giới lần đầu tiên. Từ vòng đấu nói trên trở đi, giải vô địch thế giới được tổ chức theo thể thức đấu loại trực tiếp cho đến khi tìm ra đội vô địch, cùng với một trận đấu bổ sung để xác định vị trí thứ ba.

## Đội tuyển
Châu Phi có đại diện đầu tiên (và là lần duy nhất trước khi FIFA nắm quyền quản lý Giải vô địch thế giới). Châu Á có hai quốc gia tham gia tranh tài lần đầu tiên.
Châu Đại Dương không có đại diện và là châu lục duy nhất không có đại diện.
| Khu vực châu Phi (1): - Nam Phi1 Khu vực châu Á (2): - Nhật Bản - Malaysia1 Khu vực châu Âu (4): - Tây Ban Nha - Pháp - Ý - Bồ Đào Nha | Khu vực Bắc Mỹ (2): - Canada - Hoa Kỳ Khu vực Nam Mỹ (2): - Perú - Uruguay Chủ nhà: - Brasil (Nam Mỹ) Chú thích: 1. Các đội tuyển lần đầu tiên tham dự |

## Vòng bảng

### Bảng A
| VT | Đội      | ST | T | T+ | B | BT | BB | HS  | Đ | Giành quyền tham dự     |
| -- | -------- | -- | - | -- | - | -- | -- | --- | - | ----------------------- |
| 1  | Brasil   | 2  | 2 | 0  | 0 | 25 | 10 | +15 | 6 | Vòng đấu loại trực tiếp |
| 2  | Nhật Bản | 2  | 1 | 0  | 1 | 12 | 14 | –2  | 3 | Vòng đấu loại trực tiếp |
| 3  | Pháp     | 2  | 0 | 0  | 2 | 9  | 22 | –13 | 0 |                         |

| Brasil | 15–5 | Pháp |
| ------ | ---- | ---- |
|        |      |      |

| Perú | 2–1 | Canada |
| ---- | --- | ------ |
|      |     |        |

| Canada | 5–4 | Ý |
| ------ | --- | - |
|        |     |   |

| Perú | 4–1 | Ý |
| ---- | --- | - |
|      |     |   |

### Bảng B
| VT | Đội         | ST | T | T+ | B | BT | BB | HS  | Đ | Giành quyền tham dự     |
| -- | ----------- | -- | - | -- | - | -- | -- | --- | - | ----------------------- |
| 1  | Uruguay     | 2  | 2 | 0  | 0 | 15 | 4  | +11 | 6 | Vòng đấu loại trực tiếp |
| 2  | Tây Ban Nha | 2  | 1 | 0  | 1 | 8  | 6  | +2  | 3 | Vòng đấu loại trực tiếp |
| 3  | Nam Phi     | 2  | 0 | 0  | 2 | 1  | 14 | –13 | 0 |                         |

| Uruguay | 10–0 | Nam Phi |
| ------- | ---- | ------- |
|         |      |         |

| Tây Ban Nha | 4–1 | Nam Phi |
| ----------- | --- | ------- |
|             |     |         |

| Uruguay | 5–4 | Tây Ban Nha |
| ------- | --- | ----------- |
|         |     |             |

### Bảng C
| VT | Đội    | ST | T | T+ | B | BT | BB | HS | Đ | Giành quyền tham dự     |
| -- | ------ | -- | - | -- | - | -- | -- | -- | - | ----------------------- |
| 1  | Perú   | 2  | 2 | 0  | 0 | 6  | 2  | +4 | 6 | Vòng đấu loại trực tiếp |
| 2  | Canada | 2  | 1 | 0  | 1 | 6  | 6  | 0  | 3 | Vòng đấu loại trực tiếp |
| 3  | Ý      | 2  | 0 | 0  | 2 | 5  | 9  | –4 | 0 |                         |

| Perú | 2–1 | Canada |
| ---- | --- | ------ |
|      |     |        |

| Canada | 5–4 | Ý |
| ------ | --- | - |
|        |     |   |

| Perú | 4–1 | Ý |
| ---- | --- | - |
|      |     |   |

### Bảng D
| VT | Đội        | ST | T | T+ | B | BT | BB | HS | Đ | Giành quyền tham dự     |
| -- | ---------- | -- | - | -- | - | -- | -- | -- | - | ----------------------- |
| 1  | Bồ Đào Nha | 2  | 2 | 0  | 0 | 11 | 4  | +7 | 6 | Vòng đấu loại trực tiếp |
| 2  | Hoa Kỳ     | 2  | 1 | 0  | 1 | 9  | 7  | +2 | 3 | Vòng đấu loại trực tiếp |
| 3  | Malaysia   | 2  | 0 | 0  | 2 | 4  | 13 | –9 | 0 |                         |

| Hoa Kỳ | 7–2 | Malaysia |
| ------ | --- | -------- |
|        |     |          |

| Bồ Đào Nha | 6–2 | Malaysia |
| ---------- | --- | -------- |
|            |     |          |

| Hoa Kỳ | 2–5 | Bồ Đào Nha |
| ------ | --- | ---------- |
|        |     |            |

## Vòng đấu loại trực tiếp

### Tứ kết
| Uruguay           | 5–5 (s.h.p.) | Hoa Kỳ |
| ----------------- | ------------ | ------ |
|                   |              |        |
| Loạt sút luân lưu |              |        |
|                   | 2–1          |        |

| Bồ Đào Nha | 6–1 | Tây Ban Nha |
| ---------- | --- | ----------- |
|            |     |             |

| Perú | 7–3 | Nhật Bản |
| ---- | --- | -------- |
|      |     |          |

| Brasil | 7–4 | Canada |
| ------ | --- | ------ |
|        |     |        |

### Bán kết
| Bồ Đào Nha | 5–2 | Perú |
| ---------- | --- | ---- |
|            |     |      |

| Brasil | 5–2 | Uruguay |
| ------ | --- | ------- |
|        |     |         |

### Tranh hạng ba
| Uruguay           | 2–2 (s.h.p.) | Perú |
| ----------------- | ------------ | ---- |
|                   |              |      |
| Loạt sút luân lưu |              |      |
|                   | 5–4          |      |

### Chung kết
| Brasil                                    | 5–2      | Bồ Đào Nha       |
| ----------------------------------------- | -------- | ---------------- |
| Magal · Jorginho · Juninho · Junior Negão | Chi tiết | Madjer · Hernâni |

## Vô địch
| Giải vô địch bóng đá bãi biển thế giới 1999 |
| ------------------------------------------- |
| · Brasil · Lần thứ 5                        |

## Giải thưởng
| Vua phá lưới          | Vua phá lưới    |
| --------------------- | --------------- |
| Júnior                | Gustavo Matosas |
| 10 bàn                |                 |
| Cầu thủ xuất sắc nhất |                 |
| Jorginho              |                 |
| Thủ môn xuất sắc nhất |                 |
| Pedro Crespo          |                 |

## Bảng xếp hạng giải đấu
| VT | Bg | Đội         | ST | T | T+ | B | BT | BB | HS  | Đ  | Chung cuộc          |
| -- | -- | ----------- | -- | - | -- | - | -- | -- | --- | -- | ------------------- |
| 1  | A  | Brasil      | 5  | 5 | 0  | 0 | 42 | 18 | +24 | 15 | Vô địch             |
| 2  | D  | Bồ Đào Nha  | 5  | 4 | 0  | 1 | 24 | 12 | +12 | 12 | Á quân              |
| 3  | B  | Uruguay     | 5  | 2 | 2  | 1 | 24 | 16 | +8  | 10 | Hạng ba             |
| 4  | C  | Perú        | 5  | 3 | 0  | 2 | 17 | 12 | +5  | 9  | Hạng tư             |
|    |    |             |    |   |    |   |    |    |     |    |                     |
| 5  | B  | Tây Ban Nha | 3  | 1 | 0  | 2 | 9  | 12 | −3  | 3  | Bị loại ở Tứ kết    |
| 6  | D  | Hoa Kỳ      | 3  | 1 | 0  | 2 | 14 | 12 | +2  | 3  | Bị loại ở Tứ kết    |
| 7  | C  | Canada      | 3  | 1 | 0  | 2 | 10 | 13 | −3  | 3  | Bị loại ở Tứ kết    |
| 8  | A  | Nhật Bản    | 3  | 1 | 0  | 2 | 15 | 21 | −6  | 3  | Bị loại ở Tứ kết    |
|    |    |             |    |   |    |   |    |    |     |    |                     |
| 9  | C  | Ý           | 2  | 0 | 0  | 2 | 5  | 9  | −4  | 0  | Bị loại ở Vòng bảng |
| 10 | D  | Malaysia    | 2  | 0 | 0  | 2 | 4  | 13 | −9  | 0  | Bị loại ở Vòng bảng |
| 11 | A  | Pháp        | 2  | 0 | 0  | 2 | 9  | 22 | −13 | 0  | Bị loại ở Vòng bảng |
| 12 | B  | Nam Phi     | 2  | 0 | 0  | 2 | 1  | 14 | −13 | 0  | Bị loại ở Vòng bảng |